# Красновка (Черняховский район)
Красновка (до 1946 — Биркенфельд (нем. Birkenfeld) — посёлок в Черняховском районе Калининградской области. Входит в состав Черняховского городского поселения.

## История
Шернуппен был основан в 1613 году. Позднее название трансформировалось в Кцарнуппен, в 1785 году — в Шернупп, после 1785 года населенный пункт назывался Альт Биркенфельд, Биркенфельд — до 1946 года. В 1910 году в Биркенфельде проживало 25 человек, в 1933 году — 149 человек. Железнодорожная станция Красновка (Q116451533) на линии Черняховск - Торунь без пассажирского движения.
20 апреля 1976 года в 300 метрах южнее поселка, на 45 м юго-западнее дороги из Красновки в Тельманово разбился Су-24. Экипаж погиб.

## Население
| 1910 | 1933 | 2002 | 2010 |
| ---- | ---- | ---- | ---- |
| 25   | ↗149 | ↘79  | ↗102 |